# سنغ سفيد (خوانسار)
سنغ سفيد هي قرية في مقاطعة خوانسار، إيران. عدد سكان هذه القرية هو 634 في سنة 2006.